# Distretto di Mariano Melgar
Il distretto di Mariano Melgar è un distretto del Perù nella provincia di Arequipa (regione di Arequipa) con 52.144 abitanti al censimento 2007 tutti residenti nella località omonima
È stato istituito il 27 agosto 2007.